# Маленький бегінаж (Гент)
Маленький бегінаж OLV Ter Hooyen розташований у південній частині Гента. Цей бегінаж був побудований на «Groene Hooie», між «Hooipoort» і «Vijfwindgatenpoort». Так цей маленький бегінаж отримав свою назву.

## Історія малого бегінажу OLV Ter Hooyen у Генті

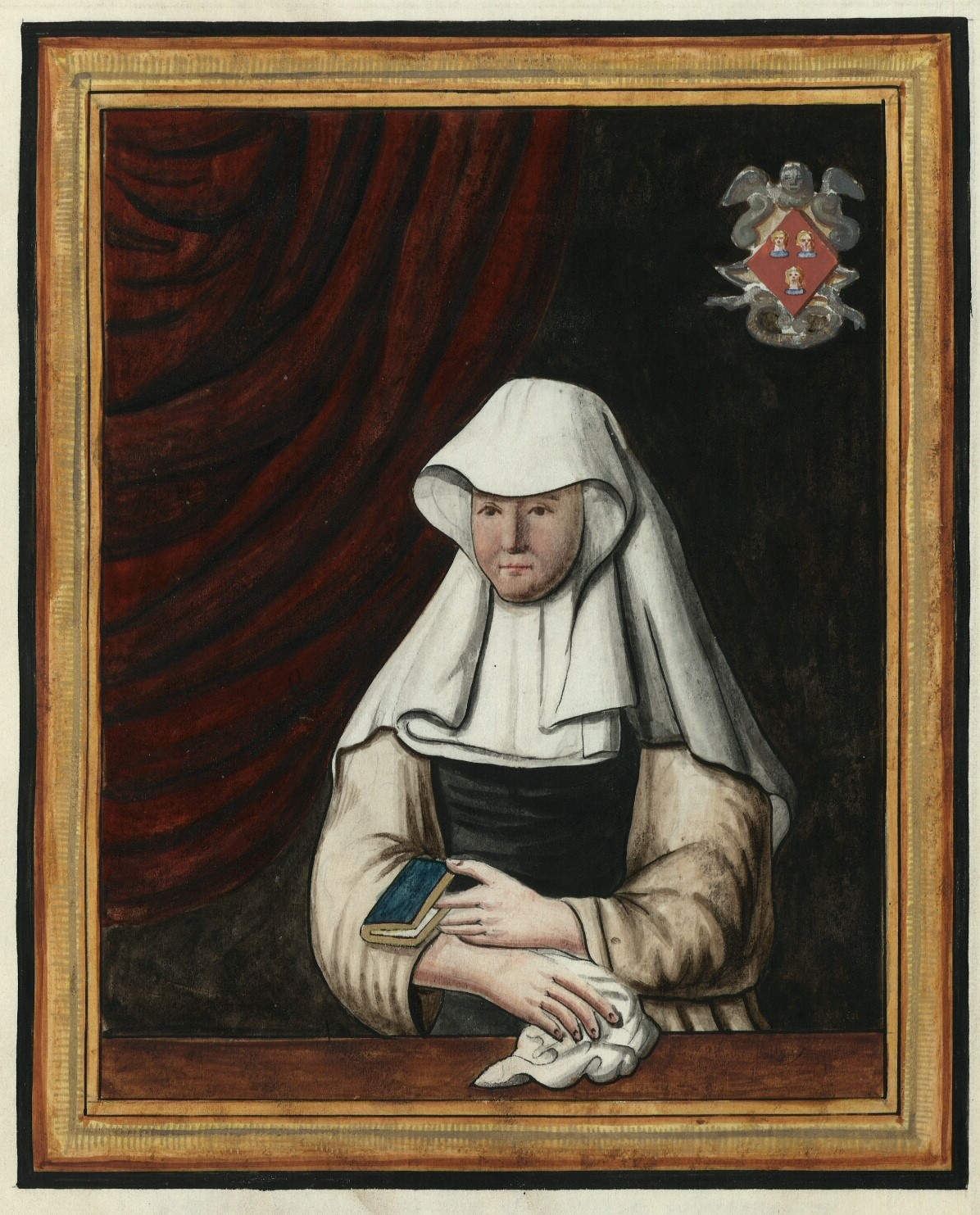
Бегіна з Гента. Уривок із рукопису бегінажу Сінт-Ауберта, Гент, бл. 1840 р.

У Західній Європі ера бегінажів почалася у 12 столітті. У Генті в 1234 році почали будувати 2 бегінажі. Їх заснували графині Йоганна та Маргарета Фландрська. Значна частина бегінажу притулена до міської стіни. Він дав притулок бегінкам із дрібної знаті та новоствореного середнього класу.
Бегінаж, яким він є зараз, датується переважно 17-м і 18-м століттями. У 19-20 століттях його частково реставрували, але реставрації малопомітні. Після французької окупації Бельгії бегінаж з усім майном став власністю Commissie der Burgerlijke Godshuizen van de Stad Gent. А в 1801 році це була законно визнана релігійна громада. У 1862 році герцог Аренберг викупив у Комісії весь бегінаж.
Після Першої світової війни герцог був змушений відмовитися від своїх прав, оскільки він був громадянином Німеччини. І нарешті в 1925 році нещодавно заснована некомерційна організація Begijnhof OLV Ter Hoyen купила весь комплекс бегінажів. 30 жовтня 1963 року бегінаж став охоронюваною пам'яткою.

## Архітектура бегінажу
Ворота є неокласичними і датуються 1819 роком. Це єдиний пункт входу і виходу. Усі будівлі розташовані в стінах бегінажу. Газон у дворі оточений липами та буками. Навколишні будівлі мають білі стіни та зелені маленькі ворота. geheel mee. Церква присвячена Богоматері. Вона була побудована між 1654—1658 роками, а в 1716 році вона отримала бароковий фасад. Зображення вершників відноситься до Апокаліпсису і розташоване біля південної стіни. Сім стацій обходу на честь Богоматері Семи Скорбот свідчать про відданість громадян. У північному куті бегінажу розташована будівля, у якій жила Володарка бегінів та її обслуга. Там також є ферма та лікарня з каплицею, присвячена святому Годеліву. Навколо випусту для бегінажів і «Achterstraat» розташовано близько 100 будинків і 7 монастирів, кожен із яких названо ім'ям святого. Більшість будинків мають невелике переднє подвір'я, обнесене високим муром і хвірткою з вічком. Усі будинки одноповерхові та мансардні, у деяких з них також є підвал та невеликий двір.

## Виноски
1. 1 2  archINFORM — 1994.
2. ↑  Het begijnhof Sint Aubertus (Poortacker) te Gent. lib.ugent.be. Процитовано 28 серпня 2020.
3. ↑  Welkom in het Klein Begijnhof. Архів оригіналу за 12 травня 2009. Процитовано 12 травня 2009.
4. ↑  nl:Klein Begijnhof (Gent)